# Berniece Baker Miracle
Berniece Baker Miracle (Venice, 30 de julho de 1919 - Asheville, 25 de maio de 2014) foi uma escritora estadunidense. Ela era meia-irmã da atriz Marilyn Monroe.

## Biografia
Berniece Inez Gladys Baker nasceu em Venice, Califórnia, em julho de 1919. Seus pais, Gladys Pearl Baker e Jasper Newton "Jap" Baker (1886–1951), se casaram em 1917 e tiveram seu primeiro filho em 1918, Robert Kermit "Jackie". Após o divórcio, Jasper levou Berniece e seu irmão e os criou em sua terra natal, Kentucky. Gladys logo se casou novamente e deu à luz um terceiro filho, Norma Jean Baker. Em 1933, o irmão de Berniece morreu de insuficiência renal. Dois anos depois, ela frequentou a Pineville High School e se casou com Paris Miracle (1918–1990) em 1938. Sua única filha, Mona Rae Miracle, nasceu em 18 de julho de 1939.
Durante a gravidez, Berniece recebeu uma carta de sua mãe, falando sobre de Norma Jean. As irmãs se conheceram em 1944, depois de trocar cartas e fotos.  Ao mesmo tempo, Norma Jean começou sua carreira de modelo. Ela se tornou atriz com o nome artístico de Marilyn Monroe e morreu em 1962, deixando para Berniece US$ 10.000 em seu testamento. Junto com o ex-marido de Monroe, Joe DiMaggio e seu agente Inez Melson, Berniece organizou o funeral da irmã.
Ao longo de sua vida, Berniece evitou a mídia e trabalhou como inspetora de manufatura, bibliotecária e figurinista.

## My Sister Marilyn
My Sister Marilyn: A Memoir of Marilyn Monroe foi publicado em 1 de junho de 1994 (no aniversário de Monroe e 50 anos depois que as irmãs se conheceram). O livro foi escrito em coautoria com sua filha Mona e conta a história dos raros encontros de Berniece com Monroe, até sua morte. O livro também aborda os problemas mentais de sua mãe Gladys, e as infâncias conseqüentemente problemáticas das irmãs, ambas sem a figura materna: 
“Compartilhamos a mesma mãe, que cedo em nossas vidas foi diagnosticada como doente mental. Crescemos nos sentindo abandonadas e, embora nos dissessem que éramos bonitas e talentosas, ainda precisávamos de coragem e força.."
O livro de memórias apresenta fotos e recebeu críticas positivas de veículos como Entertainment Weekly, que escreveu: "... este retrato de Marilyn é insubstituível". Continua a ser a única biografia autorizada da família de Monroe.